# Ginés de Roma

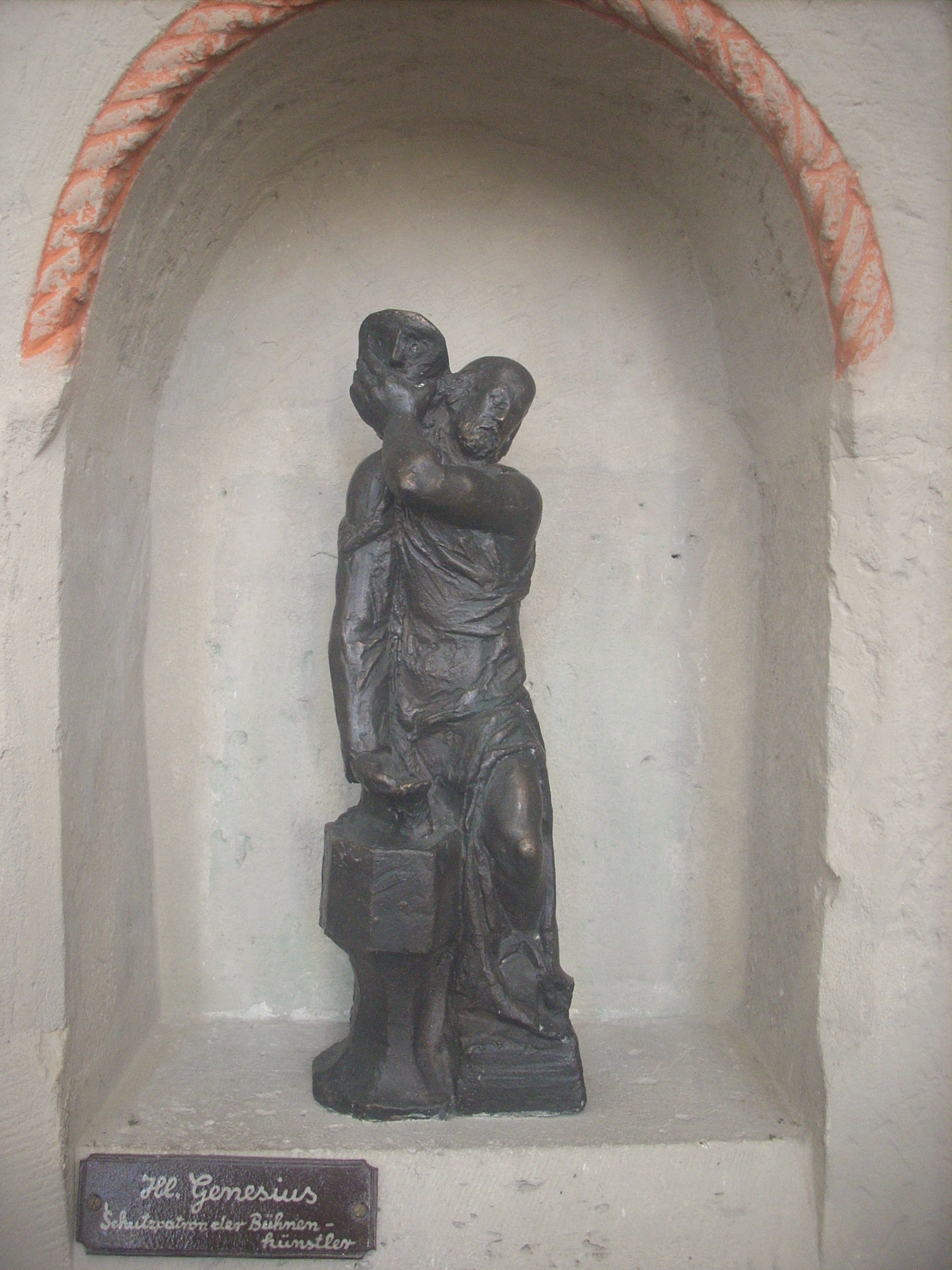
Ginés de Roma sosteniendo una máscara.

Ginés de Roma fue un actor romano del siglo III. Es considerado santo mártir por el catolicismo.
Según la leyenda, a Ginés, mientras representaba una comedia ante el emperador Diocleciano, se le ocurrió parodiar el bautismo, que había presenciado unos días antes. Pero se produjo un milagro, y nada más recibir el agua, mientras realizaba la comedia se convirtió al cristianismo. Fue torturado y decapitado por el Prefecto del pretorio Plauciano en el año 286.
Su festividad se celebra el día 25 de agosto. Es el patrón de la localidad de Sangenjo (Galicia).
San Ginés es considerado como el santo patrono de los actores, abogados, payasos, humoristas, conversos al catolicismo, bailarines, dramaturgos, epilépticos, músicos, impresores, taquígrafistas, y las víctimas de la tortura.
El dramaturgo español Lope de Vega le consagró su comedia Lo fingido verdadero, luego refundida por Antonio Martínez de Meneses, Jerónimo de Cáncer y Pedro Rosete en El mejor representante, San Ginés.